# Rai Isoradio
Rai Isoradio är en italiensk radiovägstjänst för motorvägar som ägnar sig åt att leverera uppdaterade trafikrapporter (känd som Onda Verde) och väderrapporter från Aeronautica Militare, offentliggöranden från olika statliga och offentliga organisationer, information om järnvägar från Ferrovie dello Stato, nyhetsbulletiner från GR1, TG1 och TG3 och musik.

Logo

I samarbete med Autostrade per l'Italia och Autostrada dei Fiori täcker Rai Isoradio alla italienska motorvägar (mestadels på 103,3 MHz). Under natten (0:30–5:30, känd som Isonotte), har nätverket också oavbruten oberoende italiensk musik (avbruten av trafikinformation var 30:e minut).